# Singa semiatra
Singa semiatra är en spindelart som beskrevs av Ludwig Carl Christian Koch 1867. Singa semiatra ingår i släktet Singa och familjen hjulspindlar. Inga underarter finns listade i Catalogue of Life.